# Leyvaux
Leyvaux é uma comuna francesa na região administrativa de Auvérnia-Ródano-Alpes, no departamento de Cantal. Estende-se por uma área de 16,67 km². Em 2010 a comuna tinha 39 habitantes (densidade: 2,3 hab./km²).